# Dolichopoda bolivari
Dolichopoda bolivari är en insektsart som beskrevs av Lucien Chopard 1916. Dolichopoda bolivari ingår i släktet Dolichopoda och familjen grottvårtbitare. Inga underarter finns listade i Catalogue of Life.